# Giovanni Stefano Donghi
Giovanni Stefano Donghi (ur. w 1608 w Genui, zm. 26 listopada 1669 w Rzymie) – włoski kardynał.

## Życiorys
Urodził się w 1608 roku w Genui, jako syn Bartolomea Donghiego i Giacomy Bernardi. Studiował na Uniwersytecie Bolońskim i Salamaneckim, a następnie został referendarzem Najwyższego Trybunału Sygnatury Apostolskiej i klerykiem Kamery Apostolskiej. 13 lipca 1643 roku został kreowany kardynałem diakonem i otrzymał diakonię San Giorgio in Velabro. Pełnił funkcję legata w Ferrarze i Romanii. 27 listopada 1651 roku został wybrany biskupem Ajaccio, a 12 maja 1652 roku przyjął sakrę. Trzy lata później został biskupem Imoli, a w 1663 – biskupem Ferrary. W okresie 1668–1689 był protodiakonem. Zmarł 26 listopada 1669 roku w Rzymie.